# Mike Yeo
Michael Yeo, dit Mike Yeo, (né le 31 juillet 1973 à Toronto, dans la province de l'Ontario au Canada) est un joueur puis entraîneur professionnel canadien de hockey sur glace.

## Carrière en club
Yeo commence sa carrière de joueur en 1990 en jouant dans la Ligue de hockey de l'Ontario pour les Wolves de Sudbury. Cinq saisons plus tard, il rejoint la Ligue internationale de hockey et les Aeros de Houston (aujourd'hui franchise de la Ligue américaine de hockey - LAH). En 1998-1999, il est le capitaine de l'équipe et mène son équipe à la Coupe Turner de la LIH.
En 1999, il fait ses débuts dans la LAH en jouant pour les Penguins de Wilkes-Barre/Scranton (Penguins de WBS) mais sa saison est gâchée par une blessure au genou et il met fin à sa carrière en janvier 2000.

## Statistiques de joueur
| Saison    | Équipe            | Ligue |    | Saison régulière | Saison régulière | Saison régulière | Saison régulière | Saison régulière |   | Séries éliminatoires | Séries éliminatoires | Séries éliminatoires | Séries éliminatoires | Séries éliminatoires |
| Saison    | Équipe            | Ligue | PJ | B                | A                | Pts              | Pun              | PJ               | B | A                    | Pts                  | Pun                  |                      |                      |
| 1990-1991 | Wolves de Sudbury | LHO   | 58 | 7                | 2                | 9                | 73               | 4                | 0 | 0                    | 0                    | 5                    |                      |                      |
| 1991-1992 | Wolves de Sudbury | LHO   | 43 | 5                | 8                | 13               | 60               | 11               | 2 | 1                    | 3                    | 2                    |                      |                      |
| 1992-1993 | Wolves de Sudbury | LHO   | 24 | 8                | 5                | 13               | 47               | 3                | 0 | 0                    | 0                    | 5                    |                      |                      |
| 1993-1994 | Wolves de Sudbury | LHO   | 65 | 34               | 32               | 66               | 53               | 10               | 8 | 4                    | 12                   | 4                    |                      |                      |
| 1994-1995 | Aeros de Houston  | LIH   | 63 | 5                | 12               | 17               | 100              | -                | - | -                    | -                    | -                    |                      |                      |
| 1995-1996 | Aeros de Houston  | LIH   | 69 | 14               | 16               | 30               | 113              | -                | - | -                    | -                    | -                    |                      |                      |
| 1996-1997 | Aeros de Houston  | LIH   | 56 | 10               | 11               | 21               | 105              | 13               | 2 | 3                    | 5                    | 2                    |                      |                      |
| 1997-1998 | Aeros de Houston  | LIH   | 72 | 20               | 21               | 41               | 128              | 3                | 0 | 1                    | 1                    | 2                    |                      |                      |
| 1998-1999 | Aeros de Houston  | LIH   | 57 | 6                | 12               | 18               | 65               | 9                | 0 | 4                    | 4                    | 11                   |                      |                      |
| 1999-2000 | Penguins de WBS   | LAH   | 19 | 1                | 3                | 4                | 4                | -                | - | -                    | -                    | -                    |                      |                      |

## Carrière d'entraîneur
Yeo devient dès sa retraite annoncée le premier entraîneur adjoint des Penguins de WBS et occupe ce poste pendant six saisons. Lors de sa dernière saison avec les Penguins de WBS, il est associé à Michel Therrien. Le 15 décembre 2005, ils sont tous les deux promus, avec la même répartition des tâches, des Penguins de WBS aux Penguins de Pittsburgh franchise de la Ligue nationale de hockey. En juin 2011, il devient entraîneur-chef du Wild du Minnesota.

## Statistiques d'entraîneur
| Saison    | Équipe                 | Ligue |    | PJ | V  | D  | Pr   | % V                         |  | Séries éliminatoires |
| 2010-2011 | Aeros de Houston       | LAH   | 80 | 46 | 28 | 6  | 61,3 | Finaliste                   |  |                      |
| 2011-2012 | Wild du Minnesota      | LNH   | 82 | 35 | 36 | 11 | 49,4 | Non qualifiés               |  |                      |
| 2012-2013 | Wild du Minnesota      | LNH   | 48 | 26 | 19 | 3  | 57,3 | Éliminés au 1er tour        |  |                      |
| 2013-2014 | Wild du Minnesota      | LNH   | 82 | 43 | 27 | 12 | 59,8 | Éliminés au 2e tour         |  |                      |
| 2014-2015 | Wild du Minnesota      | LNH   | 82 | 46 | 28 | 8  | 61,0 | Éliminés au 2e tour         |  |                      |
| 2015-2016 | Wild du Minnesota      | LNH   | 55 | 23 | 22 | 10 | 50,9 | Remplacé en cours de saison |  |                      |
| 2016-2017 | Blues de Saint-Louis   | LNH   | 32 | 22 | 8  | 2  | 71,9 | Éliminés au 2e tour         |  |                      |
| 2017-2018 | Blues de Saint-Louis   | LNH   | 82 | 44 | 32 | 6  | 57,3 | Non qualifiés               |  |                      |
| 2018-2019 | Blues de Saint-Louis   | LNH   | 19 | 7  | 9  | 3  | 44,7 | Remplacé en cours de saison |  |                      |
| 2021-2022 | Flyers de Philadelphie | LNH   | 60 | 17 | 36 | 7  | 34,2 | Non qualifiés               |  |                      |